# Eggalmbahn
| Eggalmbahn                | Eggalmbahn                             |
| ------------------------- | -------------------------------------- |
| Talstation der Eggalmbahn |                                        |
| Standort:                 | Tux-Lanersbach, Österreich             |
| Bauart:                   | 4-MGD                                  |
| Baujahr:                  | 1993                                   |
| Berg:                     | Grüblspitze                            |
| Talstation:               | Tux-Lanersbach , 1284 m.               |
| Bergstation:              | Eggalm , 1951 m.                       |
| Höhendifferenz:           | 667 m                                  |
| Streckenlänge:            | 1554 m                                 |
| Fahrdauer:                | 5,1 min                                |
| Fahrgeschwindigkeit:      | 5 m/s                                  |
| Anzahl der Gondeln:       | 78 Stk.                                |
| Anzahl der Stützen:       | 16 Stk.                                |
| Hersteller:               | Doppelmayr                             |
| Betreiber:                | Zillertaler Gletscherbahn GmbH & Co KG |
| Website:                  | www.hintertuxergletscher.at            |

Die Eggalmbahn ist eine ca. 1,5 Kilometer lange Luftseilbahn in den Tuxer Alpen, die vom Ort Tux-Lanersbach in das Schigebiet Zillertal 3000 hinaufführt.

## Technische Daten
Die Eggalmbahn ist eine Einseilumlaufbahn mit Kabinen für vier Personen, die Talstation der Seilbahn befindet sich auf 1284 Meter und die Bergstation auf 1951 Meter. Die Seilbahn dient als Zubringer ins Skigebiet Eggalm, welches zum Skigebiet Zillertal 3000 gehört. Die Eggalmbahn weist eine mittlere Neigung von 49,30 % auf und kann, bei einer Fahrzeit von 5,1 min., 1600 Personen je Stunde befördern.

## Skigebiet
Die Eggalmbahn ist gehört zu den Eggalmbahnen, einem Teilgebiet des Skigebiets Zillertal 3000
 Liste von Seilbahnen der Eggalmbahnen:
- : Eggalmbahn
- : Eggalm Nord
- : Lattenalm
- : Beilspitzlift
- : Hinterangerlift

Das Skigebiet ist entweder vom Tal aus mit der Eggalmbahn oder vom Teilgebiet Rastkogel aus über die Skiroute 75 erreichbar. Der Hinterangerlift liegt etwas vom Skigebiet entfernt und ist somit nicht per Ski vom Rest des Gebiets erreichbar, er dient hauptsächlich als Übungsanlage.

## Geschichte
Es wurde von einigen Menschen im Tal beabsichtigt den Bergbau, im Magnesitbergwerk Tux, als wichtigen Wirtschaftszweig, langfristig gegen den Wintertourismus einzutauschen, dazu wurde mit der Planung einer Erschließung der Hänge an der Eggalm und des Hintertuxer Gletschers begonnen, 1963 wurde schließlich das Skigebiet Eggalm mit dem 1erSessellift Eggalmbahn und den Schleppliften Lattenalm und Scheidegg erschlossen. Später wurden die Schlepplifte Pfistereben und Beilspitz als zusätzliche Beschäftigungsnlagen im Skigebiet gebaut. 1984 folgte die Doppelsesselbahn Eggalm Nord, die 2004 der bestehenden 6er Sesselbahn wich.
Um die Förderleistung zu steigern wurde der Einersessellift 1986 durch einen Doppelsessellift ersetzt, welcher nach sieben Jahren Betriebszeit als Eggalmbahn von der jetzigen Kabinenbahn ersetzt wurde. Er wurde als Lattenalmbahn wieder aufgebaut und ersetzte die Schlepplifte Lattenalm und Scheidegg als Beschäftigungsanlage. Ebenfalls im Jahr 1993 wurde der Pfisterebenlift abgetragen. Der Beilspitzlift hat bis Heute bestand. Im Jahr 2009 wurde die Sesselbahn Lattenalm, aus dem Jahr 1993, durch eine 6er Sesselbahn ersetzt.

## Bilder

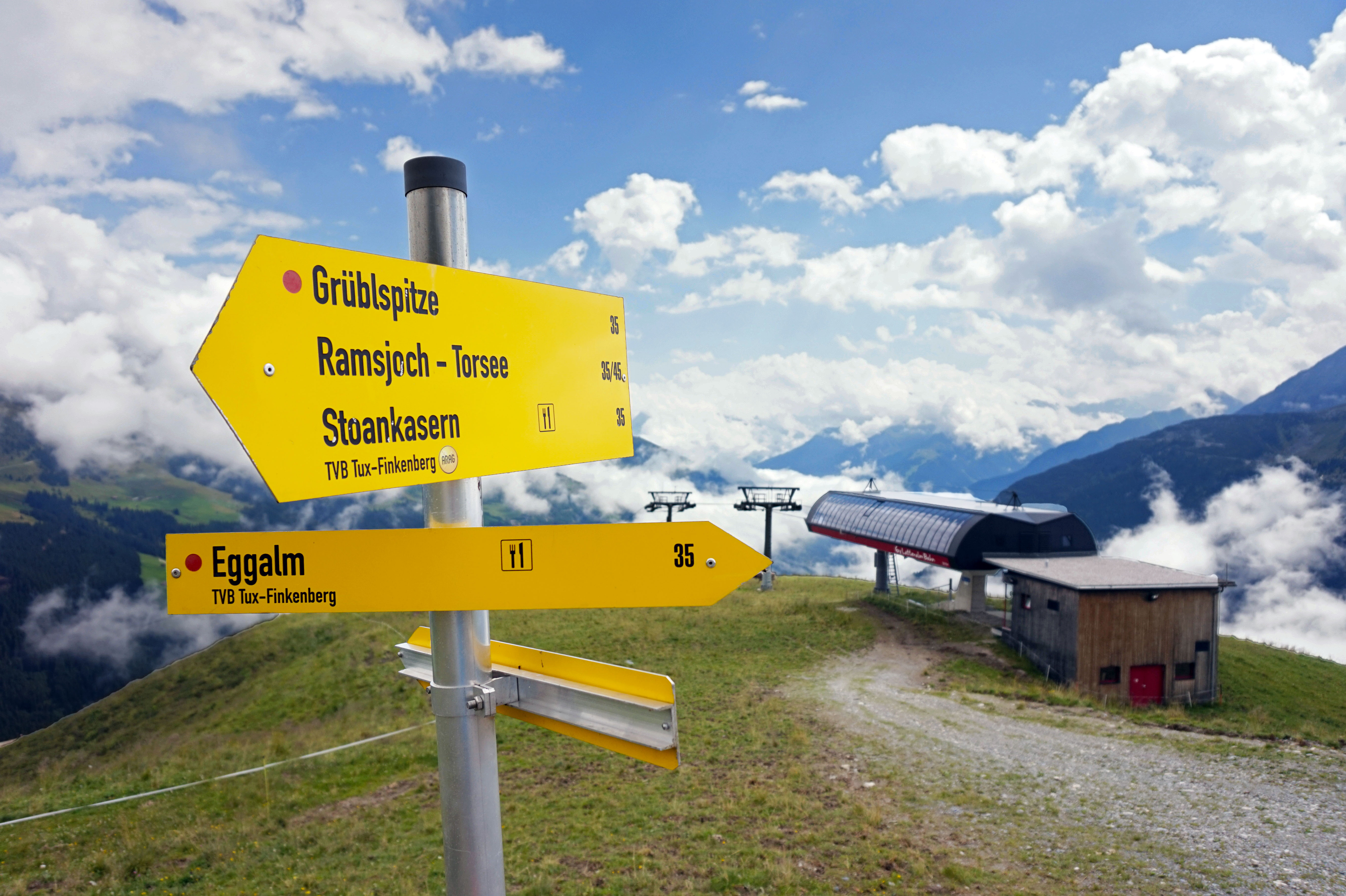
Wegweiser auf der Eggalm und die Bergstation der 6er Sesselbahn Lattenalm
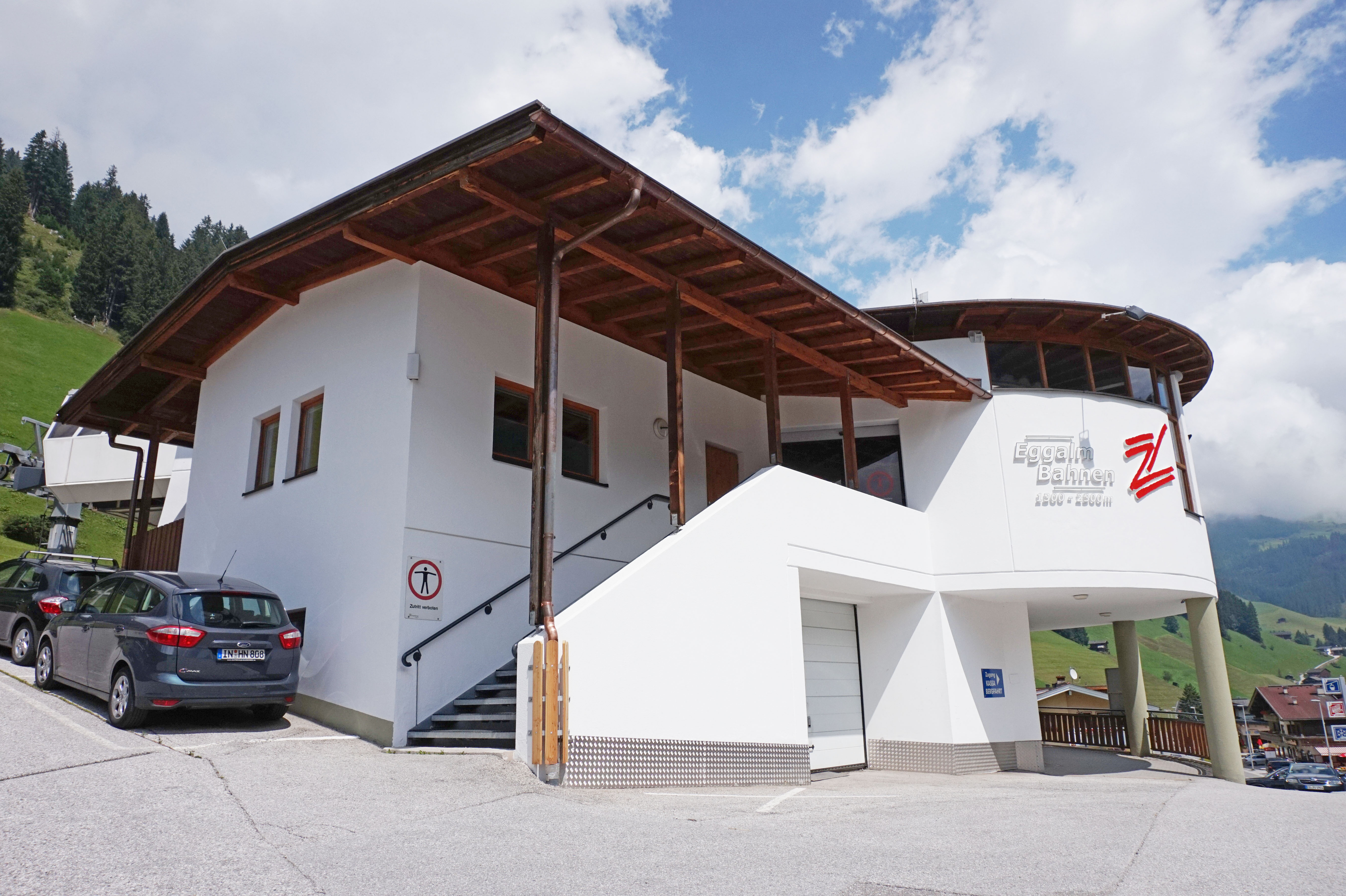
Talstationsgebäude der Eggalmbahn
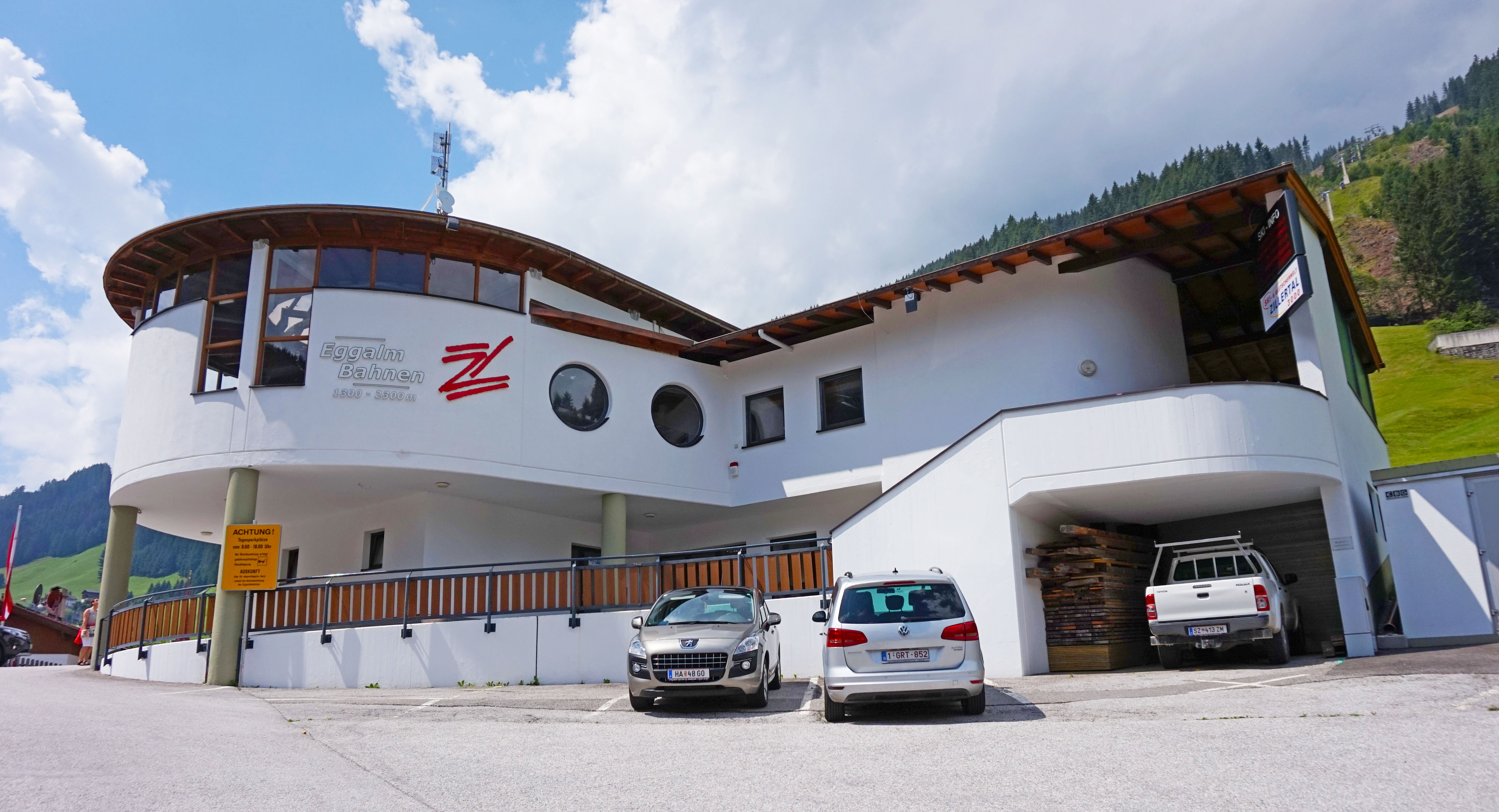
Talstationsgebäude der Eggalmbahn
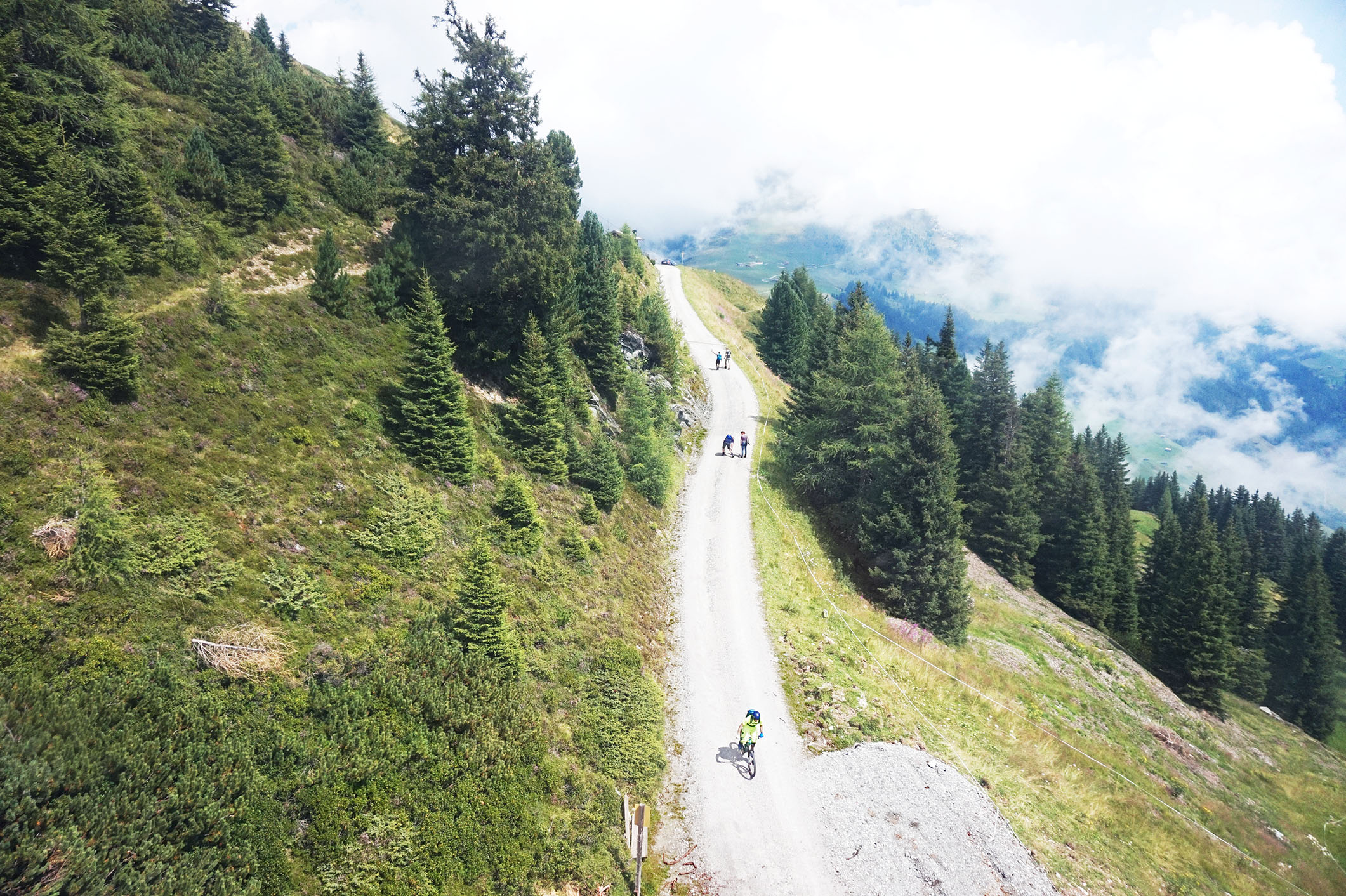
Wanderweg auf der Eggalm
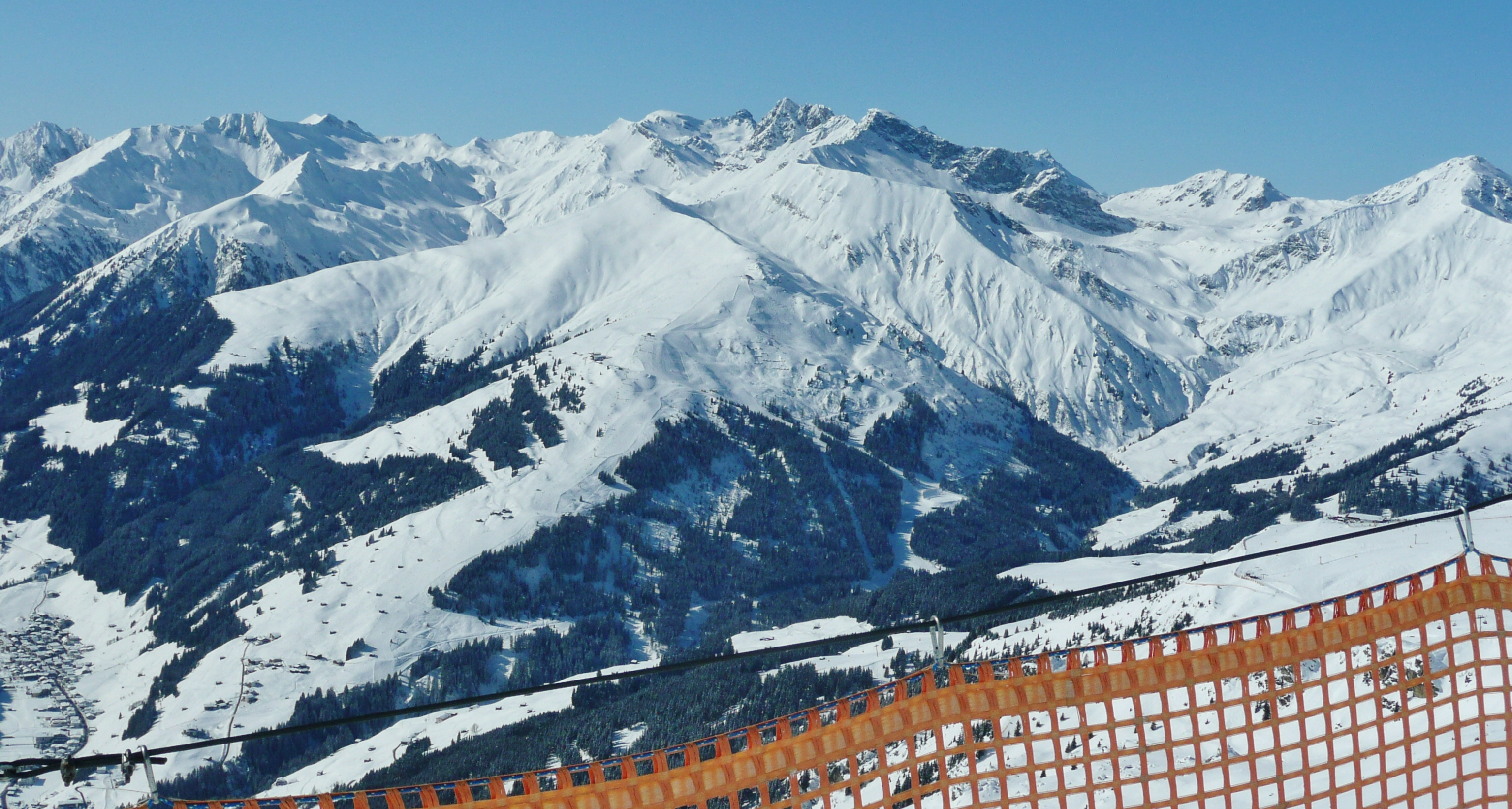
Blick vom Skigebiet Rastkogel auf das Skigebiet Eggalm
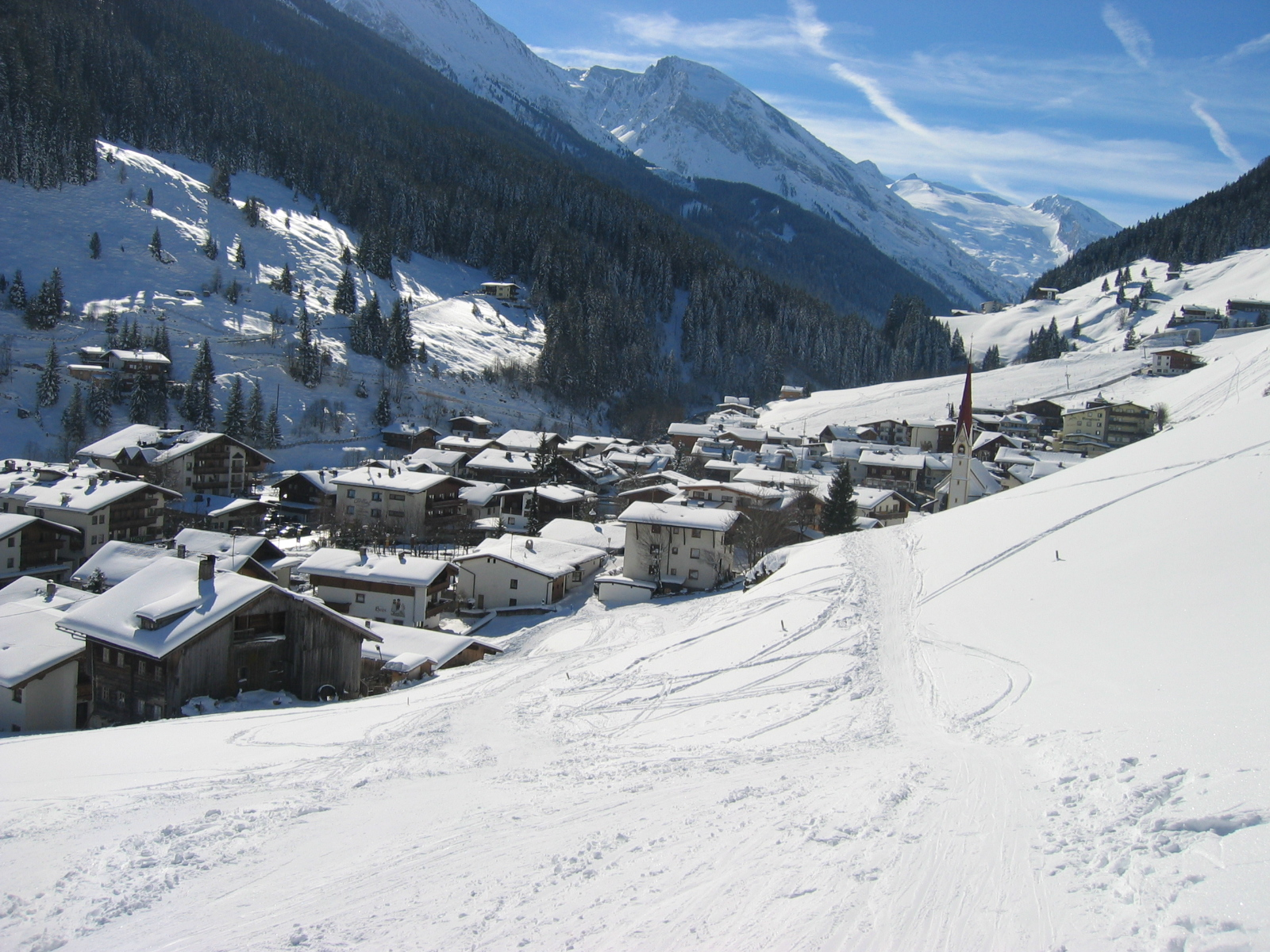
Tux-Lanersbach, im Hintergrund der Hinterangerlift